# Abraxas ditritaria
Abraxas ditritaria là một loài bướm đêm trong họ Geometridae.